# 普日姆達
普日姆達是捷克的城鎮，位於該國西部，毗鄰與德國接壤的邊境，由比爾森州負責管轄，面積50.65平方公里，海拔高度601米，該鎮附近有建於1121年的城堡遺址，2006年人口1,507。

## 外部連結
- Municipal website （页面存档备份，存于）